# Луговська Валентина Іванівна
Валентина Іванівна Луговська (нар. 11 січня 1938, селище Городня, тепер місто Городнянського району Чернігівської області) — українська радянська діячка, сортувальниця волокна Городнянського льонозаводу Чернігівської області. Депутат Верховної Ради УРСР 11-го скликання.

## Біографія
Народилася в родині робітника. Освіта середня.
З 1953 року — робітниця, сортувальниця волокна Городнянського льонозаводу Чернігівської області.
Член КПРС з 1963 року.
Потім — на пенсії в місті Городня Городнянського району Чернігівської області.

## Нагороди
- два ордени Леніна
- орден Трудового Червоного Прапора
- орден «Знак Пошани»
- медалі
- Почесна грамота Президії Верховної Ради Української РСР